# Daniel Sosah
Daniel Sosah, né le 21 septembre 1998 à Accra au Ghana, est un footballeur international nigérien. Il joue au poste d'avant-centre au FK Aktobe.

## Biographie

### En club
Il débute avec les Noble Arrics en deuxième division ghanéenne au cours de la saison 2015-2016, et inscrit 18 buts en 26 matchs.
Durant six mois, il évolue avec l'équipe des moins de 19 ans du Maccabi Netanya en Israël.
Au cours de la saison 2017-2018, il inscrit 24 buts et distille 9 passes décisives en 24 matchs sous les couleurs de l'Association sportive des forces armées nigériennes. Il est alors le meilleur buteur du championnat, dont il est aussi sacré meilleur joueur. Avec l'AS FAN, il découvre aussi la Ligue des champions.
Il rejoint en 2018 le Club industriel de Kamsar en Guinée. Il marque 20 buts et donne 11 passes décisives au cours de 35 premiers matchs.
Le 17 juillet 2021, il rejoint le FK Isloch Minsk Raion en Biélorussie.
Le 18 mars 2023, il s'engage jusqu'à la fin de la saison en faveur du club ukrainien du Kryvbass Kryvy Rih.

### En sélection
Il fait ses débuts en équipe du Niger le 8 octobre 2021 contre l'Algérie en qualifications à la Coupe du monde 2022. Au cours de ce match, il inscrit l’unique but de son équipe, défaite 6 à 1.
Le 15 novembre 2021, il marque un but et donne deux passes décisives à Victorien Adebayor lors d'une victoire 7-2 contre Djibouti.
Le 23 mars 2023, il permet au Niger d'ouvrir le score contre l'Algérie d'un ballon piqué, mais son équipe s'incline finalement 2-1 dans le cadre des qualifications à la CAN 2023.

### Famille
Daniel Sosah est né d'un père béninois et d'une mère ghanéenne, et dispose de ces deux nationalités.